# Cerkev sv. Jurija, Reichenau
Cerkev sv. Jurija je poznokarolinška in otonska cerkvena stavba v Oberzellu na otoku Reichenau. cerkev, zgrajena ob koncu 9. stoletja, v svoji podzemni kripti hrani delček lobanje svetega Jurija. Posebno znane so stenske poslikave, ki so nastale v poznokarolinški ali otonski dobi. Zaradi svoje edinstvene ohranjenosti je cerkev sv. Jurija v Reichenau Oberzellu - ne glede na rezultat te razprave o datiranju - razen cerkve benediktinskega samostana sv. Janeza v Müstairju, katerega slika je datirana okoli leta 800, na tleh poznejšega Svetega rimskega cesarstva severno od Alp »edina cerkev, ki nam še vedno lahko daje celovit vtis o slikanju svetega prostora v času pred prelomom tisočletja«.
Cerkev je skupaj s samostanskim otokom od leta 2000 uvrščena na Unescov seznam svetovne dediščine.

## Zgodovina
V prvih stoletjih srednjega veka so češčenje in relikvije Jurija dosegle Italijo in merovinško Frankovsko cesarstvo. Reichenauski opat Hatto III. (deloval 888-913), ki je leta 891 kot Hatto I. postal tudi nadškof Mainza in nadkancler Vzhodnofrankovske države, je leta 896 prejel relikvije od papeža Formoza v Rimu - pomembno vlogo je imela rimska bazilika San Giorgio in Velabro tukaj - in se z relikvijami vrnil nazaj čez Alpe v Vzhodno Frankovsko. Tam je razdelil pridobljeno, tako da je konstanški samostan v Reichenauu, za katerega je bil odgovoren Hatto, prišel v posest nekaterih Jurjevih relikvij, vključno z delom lobanje mučenca Jurija. Georgshaupt na Reichenau, natančneje v Oberzellu, ki ga je ustanovil Hatto, je moral spodbujati čaščenje kapadokijskega nadmučenca v srednjeveški Švabski.
Glede na reichenausko obravnavo martirologije Wandalberta von Prüma (* 813; † po 848) je bila cerkev sv. Jurija v Oberzellu posvečena 18. novembra. Kot je rekel Gallus Oehem je Sveti Jurij obstajal že v času opata Ruadhelma (838-842), po katerem bi bil Haito (806-823) ustanovitelj. Današnje raziskave pa Cerkev soglasno pripisuje Hattu III.
Cerkvena stavba je bila zgrajena okoli leta 900 in večkrat razširjena. Posvečena je svetemu Juriju in je ena najstarejših Jurjevih cerkva v Evropi. Njene pomembne freske, od katerih nekatere segajo v 10./11. stoletja, deloma v pozno 9. stoletje, veljajo za glavni dokaz slikarstva v samostanu Reichenau.
Gradbeni inšpektor Ludwig Maier je okoli leta 1880 pri gradbenem inšpektorju Franzu Bäru sodeloval pri obnovi stenskih poslikav. Po njegovih načrtih je bila rittersbachova cerkev sv. Jurija zgrajena od leta 1886 do 1888 kot kopija cerkve na Reichenau. Slikal je freiburški prepisovalec Fritz Kohlund. Od novembra 2008 je v računalniškem svetu Second Life tudi virtualna replika cerkve.

## Arhitektura
Predromanska cerkev sv. Jurija, ki jo je ustanovil Hatto, stoji na majhnem griču blizu vzhodnega konca otoka v Bodenskem jezeru. Triladijska bazilika ima nizke stranske ladje, prečni stolp in dvignjen pravokoten kor nad katerim je vzhodni stolp. Kripta pod korom je kvadratna dvorana; štirje stebri uokvirijo oltar. Če je bila kripta namenjena shranjevanju Jurjevih relikvij, bi morala nastati v začetni fazi gradnje cerkve.
Prvič, okoli leta 900 pod Hattom III. postavljena cerkvena stavba je vključevala današnjo ladjo s stebri in kripto. Za tisti čas je bila ladja zelo prostorna, katere velikost je bila izbrana za pričakovano čaščenje svetnikov. Namesto današnjega pravokotnega prečnega krila je verjetno imela kor s tremi konhami, zaradi česar je bila očitna funkcija cerkve kot relikvije in grobnice.
Med letoma 925 in 945 je bila na zahodni strani ladje dodana zaobljena apsida, verjetno zato, ker so bile Jurijeve relikvije prestavljene iz kripte v zahodno stavbo, da bi jih lahko častili nad zemljo. Končno so v začetku 11. stoletja zgradili nizko, podolgovato preddverje in nad njim Mihaelovo kapelo. Tudi v tem času so okrogle stožce transepta spremenili v pravokotna krila transepta.

## Stenske poslikave

### Jezusova čudežna dela
Poslikave v ladji cerkve sv. Jurija na daljših straneh ter na severni in južni steni so se v dobrem stanju ohranile stoletja od nastanka v še neznanem času med koncem 9. in koncem 10. stoletja. Umetnostni zgodovinar Hans Jantzen opredeljuje njen umetnostnozgodovinski pomen takole: »Poleg [...] fragmentov v Trierju, v Echternachu, Fuldi in drugih krajih obstaja le ena sama cerkev, ki nam še vedno daje celoten vtis o podobi svetega prostora v času pred prelomom tisočletja. To je cerkev sv. Jurija v Oberzellu na Reichenau.« Poudarek je na naslovljenih prizorih iz Jezusovega življenja, povzetih iz evangelijev. Jezus je predstavljen kot Kristus, ki prinaša odrešenje, nadnaravno in vendar v neposredni bližini ljudi.
Prizori iz Kristusovega življenja, upodobljeni na severni in južni steni, se nanašajo na njegovo čudežno delo. Prikazani so naslednji prizori (1.-4.: severna stena od zahoda proti vzhodu; 5.-8.: južna stena od vzhoda proti zahodu, to je v smeri urinega kazalca):
1. Zdravljenje obsedenih v Gerasi (Mt 4,23
2. Celjenje vodenice
3. Umiritev nevihte na Galilejskem morju Mr 4,37-39
4. Zdravljenje slepega
5. Ozdravitev gobavca
6. Vstajenje mladine iz Naima
7. Vzgoja Jairijevih hčera
8. Lazarjevo vstajenje (Jn 11,38–48; 12,9–11)

Vsaka slika ima latinski titulus, katerega besedilo povzema upodobljeni prizor. Slikovne prizore uokvirjajo perspektivni meandri in bogato oblikovani ornamentalni frizi.
Čudežne prizore je treba gledati linearno v zaprtem zaporedju. Ta se začne na levi pri vhodu, vodi do oltarja in desno od oltarja nazaj do vhoda. Kristus je prikazan s svojo preveliko gesto blagoslova, ki kaže v smeri zgodbe na levi v slikovnem polju z orientacijo v desno (izjema sta sliki 3. in 7., na katerih je Kristus prikazan dvakrat). Če sledite temu zaporedju, je jasno povečanje, ki se konča z vstajenjem Lazarja od mrtvih. To bralno smer podpirajo tudi meandri. V prizorih, obrnjenih drug proti drugemu v ladji, so vidne jasne analogije glede oblikovanja arhitekturnega ozadja.
Pri čudežni vsebini se sumi tudi na geografsko referenco: čudeži na severni steni, torej vodni strani, so tudi vsebinsko povezani z vodo, medtem ko morajo čudeži na južni steni, domnevni strani pokopališča, narediti z vstajenjem. Poleg tega obstajajo vzporednice v upodobitvi prve slike, ki prikazuje mit o ustanovitvi samostana Reichenau, ki prikazuje potujočega škofa Pirmina v čolnu, ki ob svojem prihodu prežene kače / demone z otoka. Ta motiv lahko vidimo na sliki iz 17. stoletja v Minster Mittelzell.
V svetlobnem nadstropju je dvanajst apostolov prikazanih kot stoječe figure. Med arkadnimi oboki so tondi z doprsnimi kipi opatov.
Okoli oboka kora je zapisano geslo: »CHRISTUS VINCIT CHRISTUS REGNAT CHRISTUS IMPERAT CHRISTUS AB OMNI MALO PLEBEM SUAM DEFENDAT« (Kristus zmaguje, Kristus kraljuje, Kristus zapoveduje; Kristus brani svoje ljudstvo pred vsem zlim.).
Slike v Silvestrovi kapeli pri Überlingenu so tesno povezane s slikarskim ciklom v Oberzellu, vendar so tam slabo ohranjene. Neoromanska cerkev sv. Jurija (zgrajena leta 1886) v Rittersbachu pri Mosbachu vsebuje kopije fresk iz Reichenaua.

### Datacija poslikav
Leta 1880 so pod poznejšo plastjo ometa odkrili presenetljivo dobro ohranjen cikel zgodnjesrednjeveških slik. Datacija te stenske slike je od takrat predmet polemik. Pristopi datiranja segajo od »poznokarolinških« (približno 900, verjetno pod opatom Hattom III., † 913), kot nazadnje Berschin in Kuder, do »otonskih« (pozno 10. stoletje do okoli 1000), glede na prevladujoče stališče literature. Zagovorniki pozne datacije so motivsko in slogovno stensko slikarstvo povezovali z deli že znane knjižne iluminacije samostana Reichenau, ki jih uvrščamo med otonske. Predvsem o slogovni podobnosti pa zagovorniki zgodnjega dvomijo. Za razpravo je pomembna primerjava s stenskimi poslikavami iz Goldbacha.

### Posmehovanje
Na severni steni ladje, ob oltarnih stopnicah, je redka satirična slika iz 14. stoletja, ki kritizira ogovarjanje »tumben wibun«, neumnih žena. tam piše:
Ich wil hie schribvn
von diesen tvmben wibvn
was hie wirt plapla gvsprochvn
vppigs in der wochvn
das wirt allvs wol gvdaht
so es wirt für den richtvr braht
(Tukaj želim pisati o neumnih ženskah; to, kar je bilo tukaj o blablah povedano ves teden, se bo spomnilo, ko bo pred sodnikom.)
Pesem je napisana na goveji koži, ki jo v krogu vrtijo štirje hudiči, kar dobesedno ponazarja izrek tračev, ki ne gredo na goveje kože. Podoba, postavljena pred oltar, je morda opozorila duhovnika, naj se v svojem govoru vzdrži »ženskega klepetanja«.

## Orgle
Orgle je leta 1985 zgradil izdelovalec orgel Mönch (Überlingen). Glasbilo ima 19 zvočnih registrov (in dva prenosa pedala) na dveh manualih in pedalu. Igranje in zaustavitev sta mehanska.

## Zvonovi
Reichenau je znan kot ena od prvotnih celic umetnosti litja zvonov v Nemčiji. O tem še danes pričajo zgodovinsko in glasbeno pomembni zvonovi. Trije manjši zvonovi iz 13. stoletja naj bi bili uliti v enem kosu. Ob nedeljah in praznikih veliki zvon zazvoni pol ure pred začetkom bogoslužja in med posvetitvijo, deset minut pred polnim zvonom. Pred mašami med tednom pozvonijo vsi razen velikega zvona. Zvonovi visijo v lesenem zvoniku na lesenih jarmih.

## Galerie
- Zahodna apsida
- Preklada zahodni portal
- Arkadni okenski predprostor
- Detajl apside: okras kapitelov
- Kor: obokan barvni strop
- Pogled na jugovzhod
- Okno narteksa
- Pogled na obalo